# Oswald Oelz

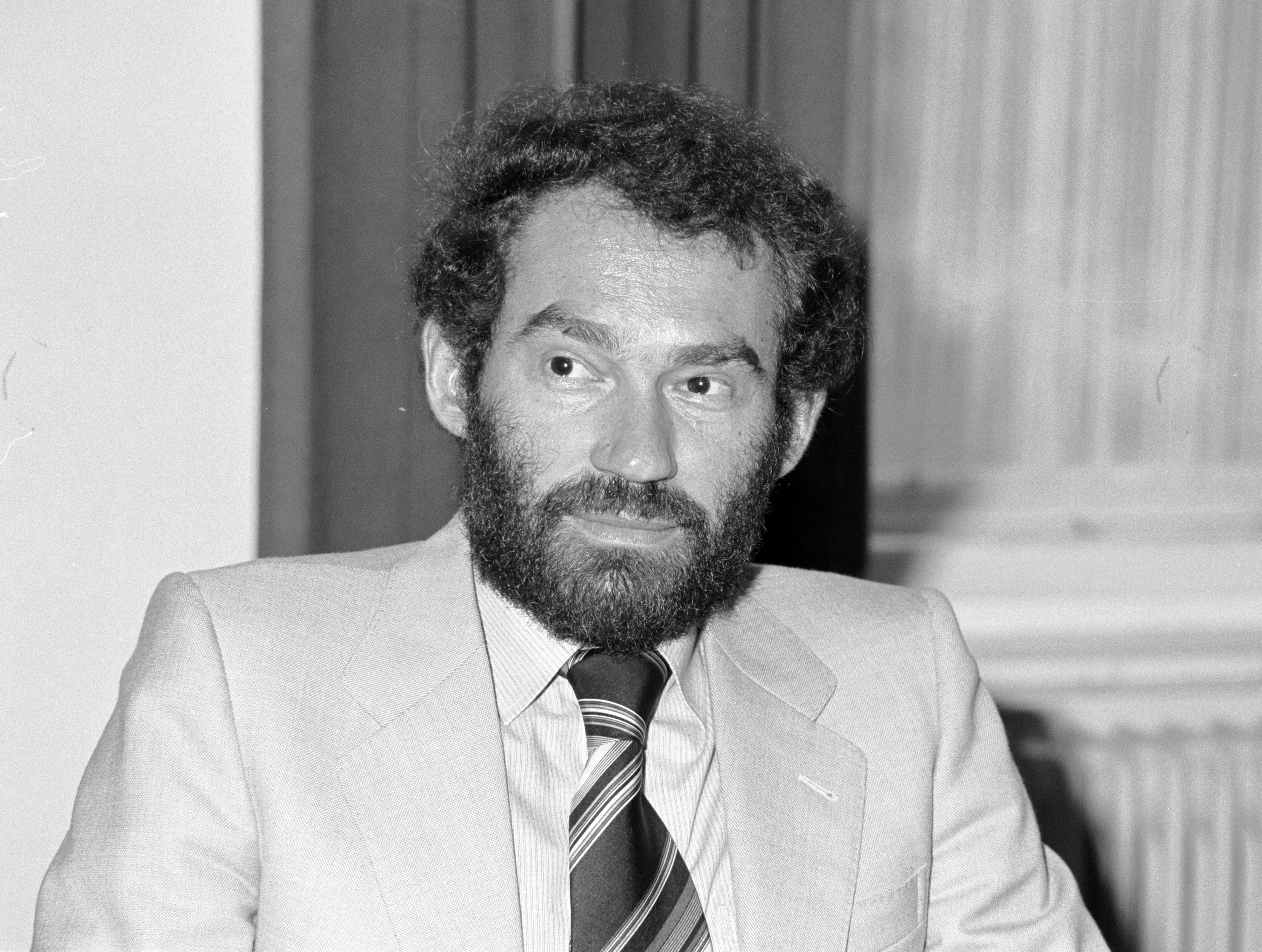
Oswald Oelz (1978)

Oswald Oelz (* 6. Februar 1943 in Rankweil, Vorarlberg) ist ein österreichisch-schweizerischer Arzt und Bergsteiger. Von 1991 bis 2006 war er Chefarzt am Stadtspital Triemli in Zürich. Der Internist und Höhenmediziner betrieb neben seiner Tätigkeit als Mediziner Extrembergsteigen, war Teilnehmer zahlreicher Expeditionen im Himalaya und hielt Dia-Vorträge über seine Klettertouren.

## Kindheit und Ausbildung
Oswald „Bulle“ Oelz wurde am 6. Februar 1943 in Rankweil, Vorarlberg geboren.
Oelz studierte nach der Matura am Gymnasium Feldkirch an der Universität Innsbruck Medizin. Danach wechselte er 1968 zur Forschung an das Universitätsspital Zürich, wo er auch zum Internisten ausgebildet wurde. Im Jahr 1974 ging er an die Vanderbilt University in Nashville und forschte dort drei Jahre.

## Karriere
Zwischen 1978 und 1991 war er Oberarzt und stellvertretender Klinikdirektor am Universitätsspital Zürich. Er habilitierte 1980 und wurde 1987 Titularprofessor. Nach 1991 wurde er Chefarzt am Triemlispital Zürich und blieb dies bis 2006.
Seine Forschungsschwerpunkte lagen auf Insulinähnlichen Wachstumsfaktoren und seit 1978 auf allen Facetten des Höhenlungenödems und der Höhenkrankheit.
So untersuchte er etwa 6 Extrembergsteiger die auf 8500 m keinen Sauerstoff benötigt hatten und konnte keine signifikanten Unterschiede in physiologischen Parametern verglichen mit Langstreckenläufern oder auch Kontrollpersonen  feststellen, welche ihre einzigartige Leistung rechtfertigen würden.

### Alpinismus
Als Expeditionsarzt begleitete Oswald Oelz zahlreiche Expeditionen im Himalaya und dabei Bergsteiger wie Reinhold Messner, Peter Habeler und Hans Kammerlander.
Im Jahr 1972 reiste Oelz zur Besteigung des Manaslu (8163 m) in den Himalaya, welche aber nicht gelang.
1978 war er einer der beiden Ärzte der in der Medizinwelt umstrittenen Expedition zum Mount Everest (8848 m), bei der Messner und Habeler den Berg erstmals ohne zusätzlichen Sauerstoff bestiegen. Oelz und sechs weitere Expeditionsmitglieder waren mit Sauerstoffflaschen erfolgreich. Er war damit der erste Vorarlberger, dem die Besteigung des Mount Everest gelang.
Im Rahmen einer Expedition im Jahr 1979 versuchte er eine Begehung des Ama-Dablam-Nordostgrates (6856 m). Den Gipfel zu erreichen gelang auf Grund einer Rettungsaktion nicht. 1981 begleitete er eine Expedition zum Shishapangma (8027 m), 1982 scheiterte er am Cho Oyu (8188 m) wegen eines Hirnödems.
Am Glacier Dome (7193 m) im Annapurna-Massiv überlebte er 1983 eine Lawinenverschüttung. Mit dem Shishapangma bestieg Oelz 1985 seinen zweiten Achttausender. Ein erneuter Versuch, den Makalu (8485 m) zu besteigen, scheiterte 1986.
Als dritter Mensch erreichte Oswald Oelz 1990 alle Gipfel der Seven Summits nach der Carstensz-Version: Aconcagua (6961 m, 1974 & 1986), Denali  (6190 m, 1976), Mount Everest (1978), Mount Vinson (4892 m, 1986), Kilimanjaro (5895 m, 1987), Mount Kosciuszko (2228 m, 1989), Elbrus (5642 m, 1989) und Carstensz-Pyramide (4884 m, 1990).
Den Gipfel der Ama Dablam erreichte er 1995. In den Alpen durchstieg er mit der Matterhorn-Nordwand, der Eiger-Nordwand (1995), sowie dem Walkerpfeiler der Grandes Jorasses die drei großen Nordwände der Alpen.
Im Dokumentarfilm Höhenrausch: Die Entwicklung der Höhenmedizin (2022) gibt Oelz an „insgesamt 29 Freunde und Freundinnen mit denen [er] auf hohe Gipfel geklettert [ist] verloren“ zu haben. 1978 reduzierte er in einem Eigenexperiment bei der Mount Everest Besteigung seinen Hämatokrit von 58 auf 52 % um die Viskosität zu vermindern, aber erkrankte daraufhin schwer. Nach einer Woche erholte er sich und bestieg den Gipfel mit Sauerstoff. 1986 erlitt er auf dem Aconcagua ein Höhenlungenödem und therapierte sich mit Nifedipin, mit rascher Verbesserung nach 10 Minuten.

## Privates
Oelz ist mit Vanessa Oelz-Guetermann verheiratet und wohnt in Wernetshausen.
Seit seiner Gymnasialzeit ist er Mitglied der «KMV Clunia Feldkirch». 1961 wurde er während seines Studiums Mitglied bei der «AV Vindelicia Innsbruck».

## Publikationen (Auswahl)
- Mit Eispickel und Stethoskop. AS Verlag, Zürich 1999, ISBN 978-3-905111-42-2.
- Kopfwehberge. Eine Geschichte der Höhenmedizin. AS Verlag, Zürich 2001 (mit Elisabeth Simons), ISBN 978-3-905111-59-0.
- Everest, Lhotse – Schweizer am Everest 1952 und 1956. AS Verlag, Zürich 2006, ISBN 978-3-909111-23-7.
- Himalaya. Expeditionen und Filme 1952–1971. AS Verlag, Zürich 2007 (mit Andreas Nickel (Hrsg.) & Norman Dyhrenfurth), ISBN 978-3-909111-41-1.
- Adrenalin, Bullshit und Chemotherapie. Echtzeit, Basel 2007, ISBN 978-3-905800-07-4.
- Orte, die ich lebte, bevor ich starb. AS Verlag, Zürich 2011, ISBN 978-3-909111-82-4.

Dazu kommen etwa 300 wissenschaftliche Publikationen, wie beispielsweise:
- Oswald Oelz, Manfred Ritter, Rolf Jenni, Marco Maggiorini, Urs Waber, Peter Vock, Peter Bärtsch: Nifedipine for High Altitude Pulmonary Oedema. In: The Lancet. Band 334, Nr. 8674, 25. November 1989, S. 1241–1244, doi:10.1016/S0140-6736(89)91851-5.

Auch Oelz’ Stellungnahme innerhalb eines musikalischen Projektes ist zu erwähnen:
- Erfüllendes Leiden und erlösender Tod. Reflexion zum Text der Kantate von Johann Sebastian Bach: Ich will den Kreuzstab gerne tragen, BWV 56. Anlässlich der Aufführung in Trogen am 24. Oktober 2014.
  - als DVD: Mit Klaus Mertens (Bass), Chor und Orchester der J. S. Bach-Stiftung, Rudolf Lutz (Leitung). Samt Einführungsworkshop mit Karl Graf und Rudolf Lutz sowie Reflexion von Oswald Oelz. Gallus Media, 2015.[7]

## Auszeichnungen (Auswahl)
- 2003: Vorarlberger Wissenschaftspreis[8]

## Filmographie
- Still Alive – Drama am Mt. Kenya. Dokumentation 2016. Regie: Reinhold Messner.